# Trubjattschinski-Nunatak
Der Trubjattschinski-Nunatak ist ein Nunatak im ostantarktischen Enderbyland. Er ragt 12 km südlich des Alderdice Peak in den Nye Mountains auf.
Teilnehmer einer sowjetischen Antarktisexpedition (1961–1962) benannten ihn nach dem sowjetischen Magnetologen Nikolai Nikolajewitsch Trubjattschinski (1886–1942).